# Waleri Markowitsch Winokur
Waleri Markowitsch Winokur, russisch Валерий Маркович Винокур, englische Transkription Valerii Vinokur oder Vinokour, (* 26. April 1949) ist ein russisch-US-amerikanischer theoretischer Festkörperphysiker.
Winokur studierte am Moskauer Institut für Stahl und Legierungen mit dem Abschluss 1972 und war danach am Institut für Festkörperphysik in Tschernogolowka, an dem er 1979 promoviert wurde. 1987 war er Gastwissenschaftler des CNRS in Grenoble, 1989 an der Universität Leiden, 1990 an der ETH Zürich und 1996 an der École Normale Superieure in Paris. Ab 1990 forschte er am Argonne National Laboratory, an dem er 2009 Distinguished Fellow wurde. Seit 2018 ist er Senior Scientist am Consortium for Advanced Science and Engineering des Office of Research and National Laboratories an der Universität Chicago.
Winokur befasst sich mit Supraleitung, Physik von Wirbeln (Vortices) in Supraleitern, Nichtgleichgewichtsphysik dissipativer Systeme, ungeordneter Materie und Gläsern, Quantenphasenübergängen, Quantenthermodynamik und topologischer Quantenmaterie. Von ihm stammt eine Theorie der Superisolatoren (Supraisolatoren) und er war an deren experimenteller Entdeckung 2008 in Titannitrid-Filmen beteiligt. Nach Vinokur tauschen beim Übergang vom Supraleiter zum Superisolator die Cooperpaare im Supraleiter und Paare von magnetischen Wirbeln im Superisolator die Rollen - waren die Cooperpaare im Supraleiter frei beweglich sind sie im Superisolator fixiert.
2020 simulierte er Zeitumkehr elementarer Systeme in der Quantenmechanik auf einem IBM Quantencomputer. Die Zeitumkehr in der Quantenmechanik ist mit der Operation der komplexen Konjugation der Wellenfunktion verbunden und deren Umsetzung exponentiell unterdrückt, so dass sie nicht spontan in der Natur vorkommt. Ein Quantenalgorithmus, der die komplexe Konjugation beinhaltet, führte bei Ausführung auf einem IBM-Quantencomputer mit 2 Qubits (zum Beispiel als Simulation einer Elektronenstreuung an einer Störstelle mit 2 Zuständen) zu 85 Prozent in die Ausgangslage der Vorwärtszeitentwicklung und bei 3 Qubits mit 49 Prozent Wahrscheinlichkeit. Die Abweichungen von einem perfekten Umkehrresultat kommen dabei von den inhärenten Fehlern im Quantencomputer beim Readout und der Berechnung in CNOT-Gattern sowie in der endlichen Kohärenzzeit, wobei sich letzteres besonders bei 3 Qubits auswirkt.
Er ist Chief Technology Officer für die USA der Schweizer Firma Terra Quantum, die sich auf Quantentechnologie spezialisiert.
1998 wurde er Fellow der American Physical Society. 2003 erhielt er den John Bardeen Prize und 2020 den Fritz London Memorial Prize. Er ist auswärtiges Mitglied der Norwegischen Akademie der Wissenschaften. 2013 erhielt er einen Humboldt-Forschungspreis.

## Schriften (Auswahl)
Außer die in den Fußnoten zitierten Arbeiten.
- mit L. B. Ioffe: Dynamics of interfaces and dislocations in disordered media, Journal of Physics C: Solid State Physics, Band 20, 1987, S. 6149
- mit D. R. Nelson: Boson localization and correlated pinning of superconducting vortex arrays, Phys. Rev. B, Band 48, 1993, S. 13060
- mit T. Hwa, D. R. Nelson: Flux-line pinning by competing disorders, Phys. Rev. B, Band 48, 1993, S. 1167
- mit T. Hwa, P. Le Doussal, D. R. Nelson: Flux pinning and forced vortex entanglement by splayed columnar defects, Phys. Rev. Lett., Band 71, 1993, S. 3545
- mit G. Blatter, A. I. Larkin, M. V. Feigel'man, V. B. Geshkenbein: Vortices in high-temperature superconductors, Reviews of Modern Physics, Band 66, 1994, S. 1125
- mit E. Zeldov, D. Majer u. a.: Thermodynamic observation of first-order vortex-lattice melting transition in Bi2Sr2CaCu2O8, Nature, Band 375, 1995, S. 373–376
- mit W. D. Gropp u. a.: Numerical simulation of vortex dynamics in type-II superconductors, Journal of Computational Physics, Band 123, 1996, S. 254–266
- mit I. S. Beloborodov, A. V. Lopatin, K. B. Efetov: Granular electronic systems, Rev. Mod. Phys., Band 79, 2007, S. 469
- mit B. Sacépé u. a.: Pseudogap in a thin film of a conventional superconductor, Nature Communications, Band 1, 2010, S. 1–6
- mit T. I. Baturina: Superinsulator–superconductor duality in two dimensions, Annals of Physics, Band 331, 2013, S. 236–257
- mit G.B. Lesovik, A.V. Lebedev, I.A. Sadovskyy, M.V. Suslov: H-theorem in quantum physics, Scientific Reports, Band 6, 2016, S.  32815, Arxiv[7]